# Alpesi hófajd
Az alpesi hófajd vagy havasi hófajd (Lagopus muta) a madarak (Aves) osztályának tyúkalakúak (Galliformes) rendjébe, ezen belül a fácánfélék (Phasianidae) családjába tartozó faj.

## Előfordulása
Őshonos Alaszka és Kanada északi részein, Izlandon, a Spitzbergákon, Skandináviában, Szibéria északi területein a Bering-tengerig, a Kuril-szigeteken és Japánban. Megtalálható Skóciában, a Pireneusokban és az Alpokban is. Az erdőszéleket kedveli.

## Alfajai
- Lagopus muta atkhensis
- Lagopus muta barguzinensis
- Lagopus muta captus
- Lagopus muta carpathicus
- Lagopus muta chamberlaini
- Lagopus muta dixoni
- Lagopus muta evermanni
- Lagopus muta gabrielsoni
- Lagopus muta helveticus
- Lagopus muta hyperboreus
- Lagopus muta islandorum
- Lagopus muta japonicus
- Lagopus muta kelloggae
- Lagopus muta komensis
- Lagopus muta krascheninnikowi
- Lagopus muta kurilensis
- Lagopus muta macrorhynchus
- Lagopus muta millaisi
- Lagopus muta mutus
- Lagopus muta nadezdae
- Lagopus muta nelsoni
- Lagopus muta pleskei
- Lagopus muta pyrenaicus
- Lagopus muta reinhardi
- Lagopus muta ridgwayi
- Lagopus muta rupestris
- Lagopus muta sanfordi
- Lagopus muta saturatus
- Lagopus muta townsendi
- Lagopus muta transbaicalicus
- Lagopus muta welchi
- Lagopus muta yunaskensis

## Megjelenése
Az alpesi hófajd hossza 34–38 centiméter, szárnyfesztávolsága 54–60 centiméter, testtömege pedig 450–550 gramm. Ez a madár időszakonként változtatja tolla színét. Nyáron a madár háta szürkésbarna mintázatú, ami jól álcázza a sziklák között. A hasa ilyenkor is fehér marad. Mindkét nemnek van vörös színű szemrózsája, de a kakasé feltűnőbb. A téli tollruha fehér, a kormánytollak feketék, ezért ülő helyzetben feketén szegélyezett a farok; a kakasnak fekete kantárja van. A hóval fedett tájon a tömött tollazat nemcsak hőszigetel, hanem álcáz is. Ősszel és tavasszal átmeneti a tollazat színe. Nyáron mintás szürkésbarna tollazata van. A kakasok későbben vedlenek mint a tyúkok. A lába nagy és tollas, a puha hótakarón elosztják a madár súlyát, és megakadályozzák, hogy besüppedjen (hócipő-effektus); a tollak ezenkívül még melegen is tartják a lábat.

## Életmódja
Magányos, de párzáskor több kakas és több tyúk összegyűlik. Tápláléka rügyek, hajtások és bogyók. Élettartama 4-5 év.

## Szaporodása
Az alpesi hófajd ivarérettségét egyéves korban éri el. A költési szezon májustól júliusig tart, ebben az időben egyszer költ. Fészkét a talajra rakja. Egy fészekaljban 6-13 viszonylag nagy méretű, sötét foltos, rozsdás-sárga tojás van. Ezeken a tojó 24-26 napig kotlik. Szinte kikelés után, a fiókák elhagyják a fészket, de csak tíz hét múlva válnak önállóvá.

## Képek

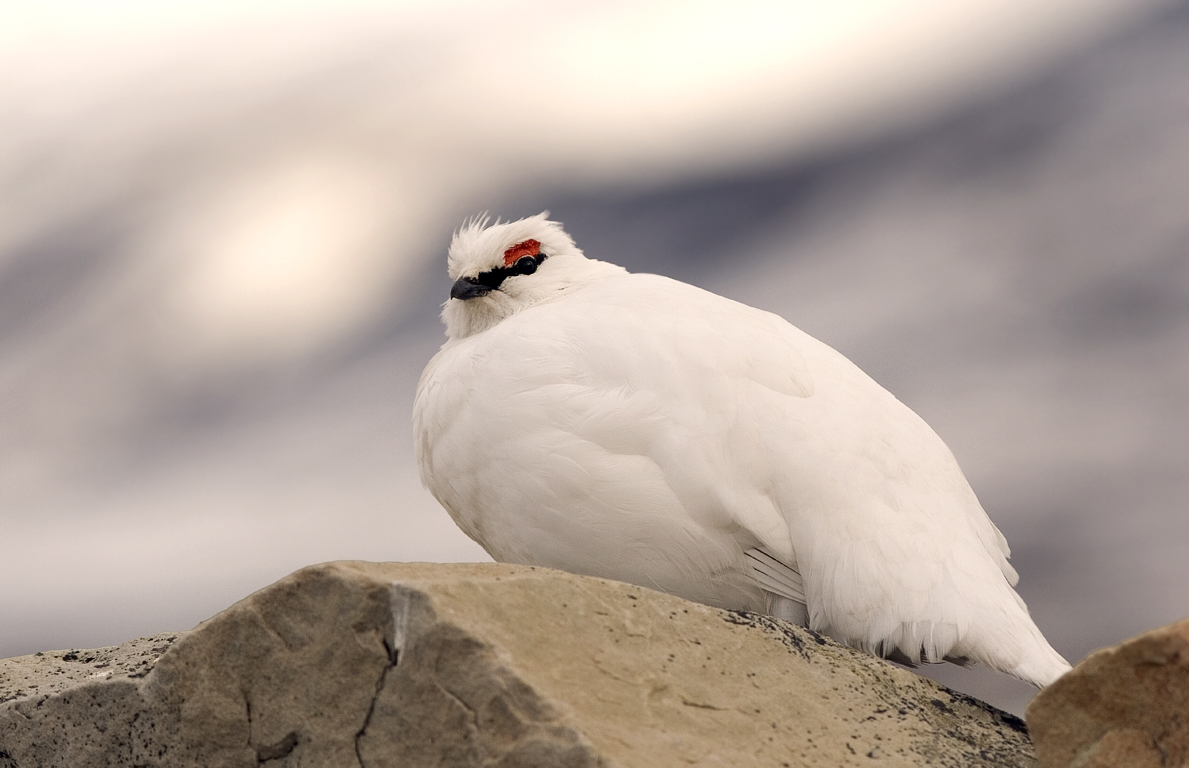
Lagopus muta hyperborea
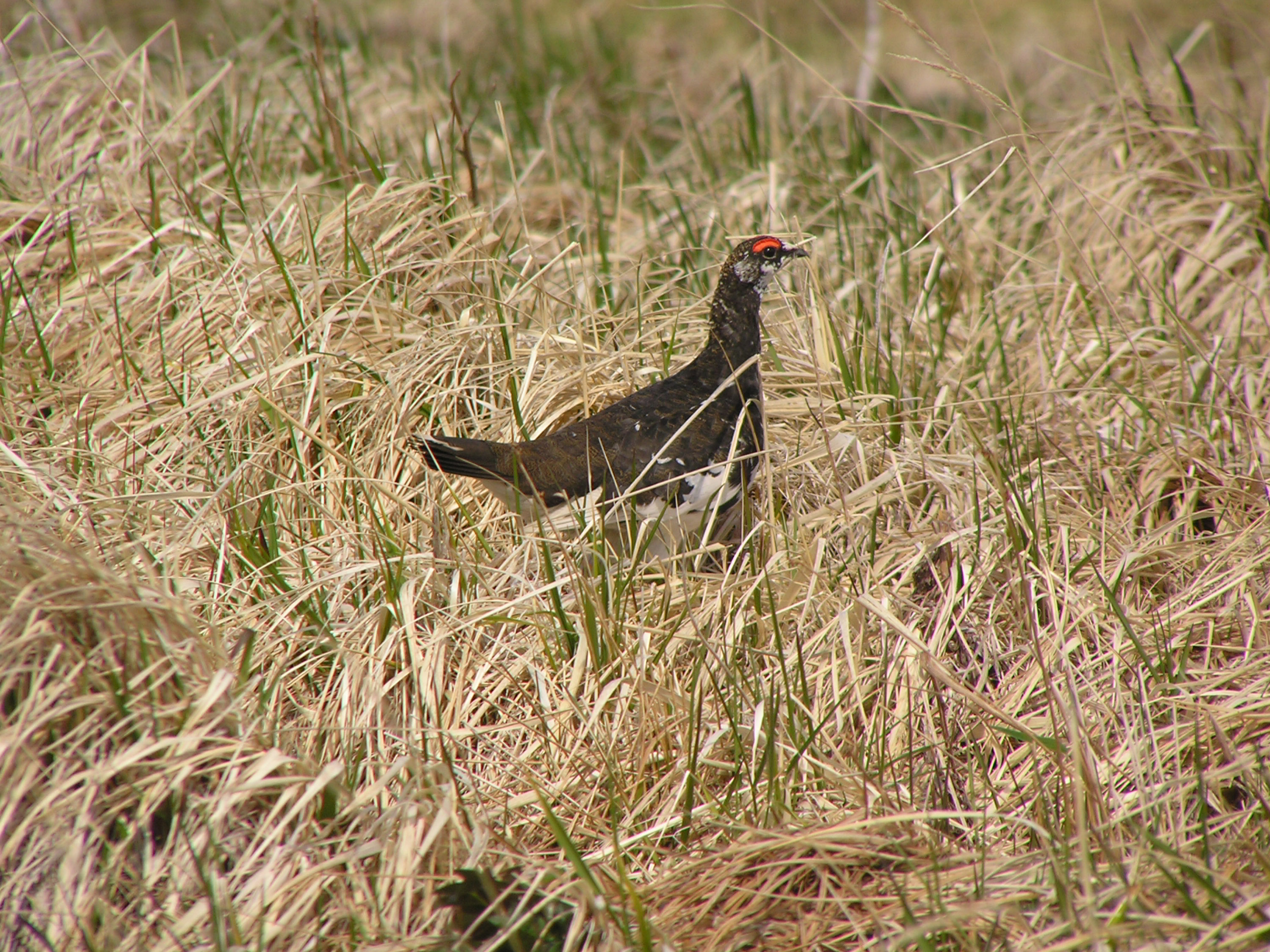
Lagopus muta evermanni
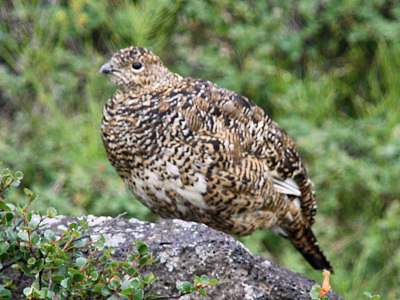
Nyári tollazata
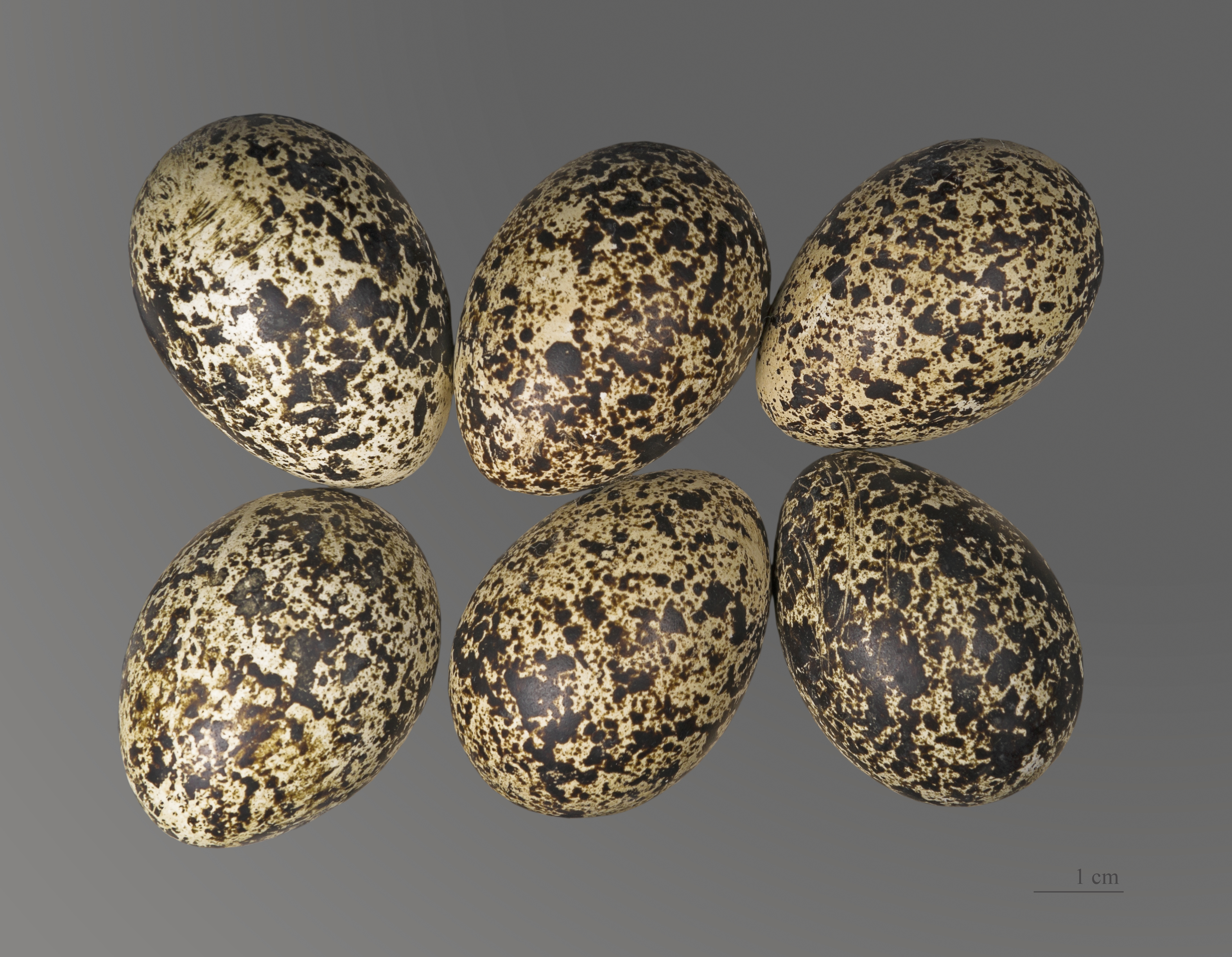
Tojásai